# Bomis
Bomis fue una .com conocida por haber apoyado económicamente en sus inicios a las enciclopedias en línea de contenido libre Nupedia y Wikipedia. Fue fundada en 1996 por Jimmy Wales, Tim Shell y Michael Davis. Davis conoció a Wales después de contratarlo en 1994 en Chicago Options Associates y se hicieron amigos a través de una lista de correo donde se discutía sobre filosofía. El negocio principal de Bomis era la venta de espacio publicitario en su portal de búsqueda, Bomis.com.
La compañía inicialmente barajó varias ideas, incluyendo convertirse en un directorio con información sobre la ciudad de Chicago. Posteriormente, el sitio se centró en proveer contenidos dirigidos a un público adulto, como actividades deportivas, automóviles y mujeres, aunque solo tendría éxito al enfocar sus contenidos a la pornografía. «Bomis Babes» se dedicaba a ofrecer imágenes eróticas y fotografías para adultos y «Bomis Premium», al que se accedía pagando cargos adicionales, contenía material explícito. Bomis contaba con un motor de búsqueda en su web, «The Babe Engine», que ayudaba a los usuarios a encontrar el material deseado. El director de publicidad de Bomis llegó a afirmar que el 99% del tráfico del sitio web era para consultar imágenes de mujeres desnudas.
Bomis creó Nupedia como una enciclopedia en línea gratuita, cuyo contenido estaría editado por expertos gracias a un lento y tedioso proceso de revisión. Wikipedia fue inicialmente lanzada por Bomis como una forma de apoyar a Nupedia, que para entonces, y hasta 2002 fue una empresa subsidiaria de Bomis con fines de lucro. A medida que la popularidad y los costes de mantenimiento de Wikipedia crecían, los ingresos de Bomis disminuían como consecuencia de la crisis de las puntocom. Como vía para suplir la falta de financiación de Bomis, Wales y Larry Sanger optaron por financiar el proyecto mediante donaciones caritativas. Sanger fue despedido de Bomis en 2002 y en 2003 el contenido de Nupedia y Wikipedia fue fusionado tras haber superado el modelo de Wikipedia al de Nupedia con creces.
Los tres fundadores de Bomis ocuparían un puesto en la Junta Directiva de la Fundación Wikimedia, tras su constitución en 2003 en San Petersburgo, Florida, el mismo lugar donde se asentaba Bomis. Wales utilizó 100.000 dólares procedentes de Bomis para financiar Wikipedia y orientarla a convertirse en una enciclopedia sin ánimo de lucro. Wales renunció a su puesto como CEO de Bomis en 2004 mientras que Shell fue en 2005 director general de Bomis mientras era miembro de la junta de la Fundación Wikimedia. Jimmy Wales editó en Wikipedia en 2005 el artículo sobre Bomis, eliminando las partes donde se explicaban los contenidos pornográficos que la empresa proporcionaba. Este hecho atrajo la atención mediática y el rechazo de la comunidad de Wikipedia, pues iba contra las políticas de la enciclopedia; por ello Wales se disculpó. La revista literaria The Atlantic denominó a Bomis como el «Playboy de Internet».

## Historia

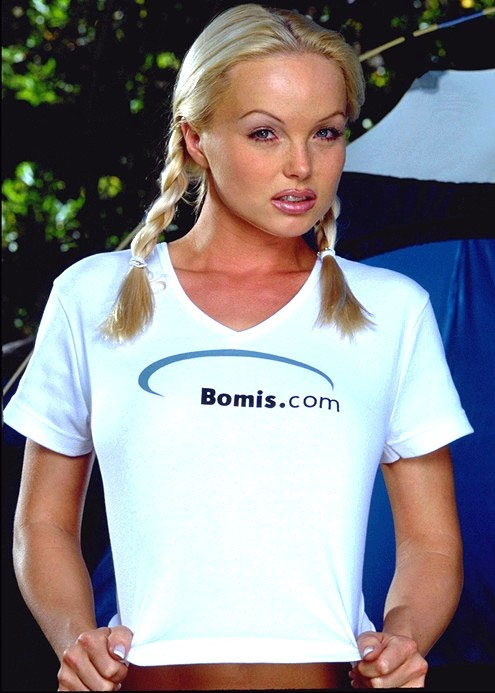
La actriz de películas pornográficas Silvia Saint con una camiseta de Bomis en el año 2000.

En el sitio Bomis.com, Bomis creó y alojó anillos de páginas en categorías alrededor de términos populares de búsqueda. Bomis aloja una copia del directorio de búsqueda Open Directory Project. Los ingresos desde páginas relacionadas con búsquedas se generaron desde la publicidad y marketing por afiliados.
Bomis operó un sitio web llamado Bomis Premium en premium.bomis.com hasta 2005, ofreciendo a los clientes acceso a fotografías eróticas mostrando 403 modelos diferentes (un total de 54.658 imágenes), y vídeos de modelos en todos los estados de desnudo y posiciones sugerentes. Hasta mediados de 2005, Bomis también tuvo el Bomis Babe Report, un blog gratuito, que publicaba noticias y críticas sobre celebridades, modelos, y la industria del ocio. El Babe Report de manera prominente enlazaba a Bomis Premium, y frecuentemente exponía actualizaciones sobre nuevas modelos uniéndose a Bomis. Bomis también operó nekkid.info, un repositorio gratuito de fotografías eróticas seleccionadas, y continua alojando The Babe Engine, "a precision babe search engine", que indexa fotos en un rango desde fotografía glamour a pornografía.
Además de sus características de búsqueda y erotismo, Bomis ha proporcionado alojamiento a sitios web que apoyan visiones políticas objectivistas o libertarias, incluyendo el "Freedom's Nest", una base de datos de libros y citas, y "We the Living", una gran comunidad web objetivista que ahora está inactiva.

## Papel en la creación de Nupedia y Wikipedia
Bomis es también conocida por haber financiado la creación de los proyectos de enciclopedias de contenido libre en línea Nupedia y Wikipedia. Jimmy Wales comenzó Nupedia en 2000, y Larry Sanger fue contratado para administrar y editar ese proyecto. Un año en el desarrollo de Nupedia, un wiki fue creado como una manera de solicitar nuevos borradores para Nupedia; llamado Wikipedia. Aunque originalmente fue pensado como un proyecto 'alimentador' para Nupedia, Wikipedia — con sus bajas barreras para contribuir — rápidamente superó a su proyecto padre en tamaño y atención.
La Fundación Wikimedia fue anunciada formalmente el 20 de junio de 2003, y todos los recursos relacionados (en términos de propiedad intelectual y hardware) fueron transferidos o donados a esta organización sin ánimo de lucro. (véase el reglamento de la Wikimedia Foundation (archivo PDF)). Larry Sanger abandonó el proyecto poco tiempo después, pero Jimmy Wales retiene un papel clave en la junta directiva de la Fundación, junto con usuarios elegidos de la comunidad Wikipedia. La fundación ahora paga la operación de Wikipedia (y sus proyectos hermanos) principalmente a través de donaciones de sus lectores.

### Publicaciones
| - Anderson, Paul (2012). Web 2.0 and Beyond: Principles and Technologies.. Chapman and Hall/CRC. pp. 136-138. ISBN 978-1-4398-2867-0. Consultado el 10 de febrero de 2015. - Bernstein, Jon (3 de febrero de 2011). «Wikipedia’s benevolent dictator». Internet Archive (New Statesman). Archivado desde el original el 5 de febrero de 2011. Consultado el 10 de febrero de 2015. - Craig, Elise (abril de 2013). «How Jimmy Wales’ Wikipedia Harnessed the Web as a Force for Good». Internet Archive (en inglés). Wired. Archivado desde el original el 9 de abril de 2014. Consultado el 10 de febrero de 2015. - Edemariam, Aida (19 de febrero de 2011). Saturday: The Saturday interview: Master of the know-alls. The Guardian (Guardian Newspapers Limited). p. 27 - Elliott, Tim (6 de enero de 2007). The world according to Wiki; Digital Living. The Sydney Morning Herald (Sydney: John Fairfax Publications Pty Ltd). p. 22; Sección: Spectrum. - Henderson, Harry (2008). Encyclopedia of Computer Science and Technology. Facts on File. p. 500. ISBN 1-4381-1003-0. - Jensen, Brennen (29 de junio de 2006). «Access for All». The Chronicle of Philanthropy (Chronicle of Higher Education, Inc.). Archivado desde el original el 30 de septiembre de 2014. Consultado el 10 de febrero de 2015. - Lih, Andrew (2009). The Wikipedia Revolution: How a Bunch of Nobodies Created the World's Greatest Encyclopedia. Hyperion. pp. 6, 18–20, 28–32, 38–42, 63, 69, 76, 78–79. ISBN 1-4013-0371-4. Consultado el 10 de febrero de 2015. | - Mahadevan, Jeremy (5 de marzo de 2006). Not everything on Wikipedia is fact. New Straits Times (Malaysia: New Straits Times Press (Malaysia) Berhad). p. 15 - Neate, Rupert (7 de noviembre de 2008). «Wikipedia founder Jimmy Wales goes bananas». Internet Archive (Daily Telegraph). Archivado desde el original el 10 de noviembre de 2008. Consultado el 10 de febrero de 2015. - Poe, Marshall (septiembre de 2006). «The Hive». Atlantic Magazine. Archivado desde el original el 26 de octubre de 2012. Consultado el 10 de febrero de 2015. - Rosenzweig, Roy (junio de 2006). «Can History be Open Source? Wikipedia and the Future of the Past» (en inglés). Center for History anda New Media. Archivado desde el original el 25 de abril de 2010. Consultado el 10 de febrero de 2015. - Seybold, Patricia B. (2006). Outside Innovation: How Your Customers Will Co-Design Your Company's Future. HarperBusiness. p. 250. ISBN 978-0-06-113590-3. - Stöcker, Christian (31 de agosto de 2010). «Eine Weltmacht im Netz». Internet Archive (Der Spiegel). Archivado desde el original el 10 de septiembre de 2010. Consultado el 10 de febrero de 2015. - Weinberger, David (2008). Everything Is Miscellaneous: The Power of the New Digital Disorder. Holt. p. 138. ISBN 978-0-8050-8811-3. Consultado el 10 de febrero de 2015. |